# پایگاه نیروی هوایی کالایکوندا
پایگاه نیروی هوایی کالایکوندا (به انگلیسی: Kalaikunda Air Force Station) یک فرودگاه نظامی است . این فرودگاه در کشور هند قرار دارد و در ارتفاع ۶۱ متری از سطح دریا واقع شده است.